# 德律阿得斯

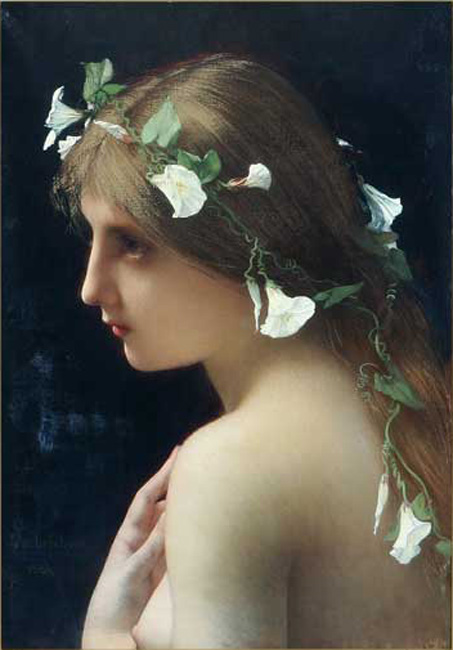
畫像中的森林仙女

Evelyn De Morgan所畫的森林仙女

德律阿得斯（單數：希臘語：，Dryas；複數：希臘語：，Dryades，即森林仙女）或譯樹精，是希腊神话中的女神。它们是宁芙的一種，亦是守護森林和樹木的女神，不同的樹種會棲息著不同的森林仙女，其中以橡樹仙女的地位最高。

## 外部連結
- Greek Mythology Link: Nymphs.
- Hans Christian Anderson, "The Dryad", 1868 (e-text)
- Tim Hoke, "The Dryad", 2002 (e-text)